# 大樹林
大樹林，是台灣桃園市桃園區的一個傳統地域名稱。

## 地理

### 地名由來
此地古代有原始森林廣布，故名為大樹林。

### 範圍
大樹林位於桃園區東南部。北與桃園、小檜溪為鄰，東北邊一小段與新路坑為鄰，東與山頂、大湖為鄰，南邊為大湳、小大湳，西邊為中路。相較於今日行政區，其範圍大致包括大林里、福林里、豐林里、福安里、大豐里、雲林里、建國里、萬壽里西南大半部、東門里、東山里、武陵里、文化里、文明里。

### 聚落
本地區發展較早的聚落為大樹林，在日治初期的官方地圖上已有記載。此外，本地區尚有西坡腳、大彎等聚落。

## 歷史
1901年（日治明治三十四年）11月，全台廢縣廳改設二十廳，該庄隸屬於桃仔園廳。1903年（明治三十六年），改名桃園廳。1909年（明治四十二年）10月，合併二十廳為十二廳，該庄隸屬不變。1920年（大正九年），該庄改制為「大樹林」大字，隸屬於新竹州桃園郡桃園街。
戰後桃園街改制為桃園鎮，隸屬於新竹縣，大字亦改制為里。1950年桃、竹、苗分治，桃園鎮改隸屬於桃園縣。1971年7月，桃園鎮升格為縣轄桃園市。2014年12月桃園縣升格為直轄桃園市，桃園市改制為桃園區。

## 交通
台鐵縱貫線是台灣西部鐵路南北幹線，大致以南南東—北北西走向轉東北東—西南西走向蜿蜒經過大樹林地區北部。境內設有桃園車站，屬一等站，除部分普悠瑪號、太魯閣號、自強號班次外，其餘各級列車均有停靠；由該車站可前往台鐵沿線各站。
國道2號是桃園國際機場至國道3號鶯歌系統交流道的高速公路，東段又稱「桃園內環線」，大致以北北西—南南東走向轉西北—東南走向蜿蜒經過本地區西南部邊界地帶。境內未設交流道，最近的是南側偏東市道110乙線交會處的大湳交流道，由此向北可前往國道1號機場系統交流道、桃園國際機場，向南可前往國道3號鶯歌系統交流道。
省道台4線（三民路三段、介壽路）是竹圍到石門的幹道，大致以縱向轉東北—西南走向再轉北北東—南南西走向經過本地區西部及西南部邊界地帶。由該道路向北轉東北東再轉北北西繞過桃園市中心區後，可前往南崁、竹圍並止於省道台15線路口；向南南西可前往八德、大溪、龍潭大坪並止於省道台3乙線路口。
省道台1甲線（復興路、萬壽路三段～二段）是台北至桃園的平面幹道，大致以東北東—西南西走向轉橫向再轉東北東—西南西走向再轉橫向其西側端點經過本地區北部。由該道路向東北東可前往龜山、新莊、三重等地。
市道110號（春日路、桃鶯路）是大園至新店的道路，大致以北北西—南南東走向轉縱向再轉北北西—南南東走向蜿蜒經過本地區東部。由該道路向北北西出境後，至三民路二段轉西南西與省道台4線共線一段路口，至永安路轉西北獨行可前往大竹圍（大竹）、新庄子、埔心、大園市區並止於省道台15線路口；向南南東出境後，可前往鶯歌、三峽、新店等地。
區道桃11線（成功路二段）是西勢湖至桃園的道路，也是本地區東北部往龜山方向的聯外道路，其西南側端點位於春日路路口。由此向東北東出境後，至三民路路口與省道台1線共線一小段路後，轉東北再轉北蜿蜒上坡，沿楓樹坑西部邊界稜線至水汴頭轉東北續蜿蜒而行，至頂湖路路口轉向南南東，進入舊路坑地區後蜿蜒下坡並止於區道桃7線路口。
區道桃17線（民生路、萬壽路三段）是蘆竹至桃園市區的道路，也是本地區東北部往北的聯外道路，其南側端點位於省道台1甲線路口。由此向西南西轉西北轉北北西可前往埔子、南崁下、蘆竹聚落並止於區道桃15線路口。
區道桃55線（介新街、建新街）是桃園至大湳的道路，也是本地區西南部往南的聯外道路，其北側端點位於省道台4線路口。由此向東南轉南南西再轉南南東出境後，可前往大湳地區湳底聚落的區道桃46線路口。
區道桃57線（大仁路）是大樹林至羊稠子的道路，也是本地區東南端往南的聯外道路，其北側端點位於市道110號路口。由此向西南轉南出境後，可前往羊稠子西南側的市道114號路口。

## 學校
- 北科附工（小部分）
- 建國國中
- 福豐國中
- 桃園國小
- 東門國小
- 建國國小
- 建德國小

## 產業
- 龜山工業區（部分）

## 文化資產
- 桃園警察局日式宿舍群（歷史建築，中正路77巷5、7、9、11、12、14、16、18、20、22號，1920年）
- 大樹林橋（歷史建築，大樹林段719之21號，1930年）
- 桃園車站舊倉庫（歷史建築，萬壽路3段241、243、245號，1936年）
- 桃園農工宿舍群（歷史建築，成功路二段136巷3弄4、6、10號、136巷2弄2、4號，136巷1弄1、3號、126巷5弄11-14號、126巷2弄7、9、11號、126巷1弄118號，1938年）
- 舊桃園縣警察局桃園分局（歷史建築，復興路135號，1955年）

## 景點
- 武陵橋（1928年）
- 桃園街街營住宅（忠孝街5號、7號、9號，東國街5巷5號、6號，1941年）